# Перечекати (пісня)
Перечекати — пісня Тіни Кароль , випущена 8 грудня 2016 року. Є синглом з альбому "Интонации". Співачка випустила пісню відразу на двох мовах - окрім української версії є і її англомовний варіант "Lost in the Rain"

## Опис
Нова робота Тіни Кароль - це музичний тандем співачки з Владом Дарвіном. Саме він написав для неї нову композицію. Як розповідає сам автор, "Перечекати" - це одна з найзворушливіших пісень.
Головною темою кліпу на пісню "Перечекати" став символічний для співачки червоний колір. "Червоне на червоному" - це алегорія пристрасті, бажання і любові.
"На її написання мене надихнула сама Тіна. Я давно хотів знову писати для цієї прекрасної співачки. Тема зустрічі і розставання в пісні "Перечекати" близька кожному з нас. Цією піснею Тіна звертається до свого глядача: будь поруч зі мною, і разом ми зможемо перечекати все на світі. "Перечекати" – це ода коханню і вірності", – говорить автор музики і слів Влад Дарвін.

## Відеокліп
Знімати свою нову відеороботу на пісню Тіна Кароль довірила молодому режисерові Станіславу Морозову.
"Це мій перший досвід знімань одразу двох відеокліпів на одну і ту ж пісню, але різними мовами", - говорить режисер. За його словами, "Перечекати" - це історія про ментальний зв'язок, випробування і довгоочікувану зустріч.
"Сувора геометрія у відеокліпі - це повна протилежність левітації. Я хотів наочно показати це протиставлення. В якомусь сенсі ми бачимо протистояння одного стану до іншого. Тіна Кароль - це великий, неосяжний світ, який я намагався показати в кліпі в накресленно-творчій формі", - говорить режисер Станіслав Морозов.
Прем'єра кліпу відбулася 8 грудня 2016 року. Зазначимо, що Тіна Кароль стала першим артистом в Україні, який отримав власний відеоканал VEVO. На ньому відбулася прем'єра англійської версії пісні під назвою Lost in the rain.

## Live виконання
2016р. "Перечекати" - "Сніданок з 1+1" 
2017р. "Перечекати" - "Місс Україна 2017" 
2017р. "Перечекати" - "Viva. Найкрасивіші" 
2017р. "Перечекати" - " Новорічне Світське життя " 

## Список композицій
| Цифрове завантаження, стримінг | Цифрове завантаження, стримінг | Цифрове завантаження, стримінг | Цифрове завантаження, стримінг | Цифрове завантаження, стримінг |
| #                              | Назва                          | Автор слів                     | Автор музики                   | Тривалість                     |
| ------------------------------ | ------------------------------ | ------------------------------ | ------------------------------ | ------------------------------ |
| 1.                             | «Перечекати»                   | Влад Дарвін                    | Влад Дарвін                    | 3:18                           |

## Номінації і нагороди
| Рік  | Нагорода          | Номінована робота | Категорія                       | Результат | Іс.   |
| ---- | ----------------- | ----------------- | ------------------------------- | --------- | ----- |
| 2017 | “M1 Music Awards” | «Перечекати»      | Кліп року                       | Перемога  | [ 7 ] |
| 2018 | “YUNA”            | «Перечекати»      | Краща пісня на українській мові | Номінація | [ 8 ] |